# Corrado Gariglio
Corrado Gariglio (11 marzo 1904 – ...) è stato un calciatore italiano, di ruolo attaccante.

## Carriera
Ala sinistra, militò nella massima serie con il Pastore Torino nella stagione 1922-1923, disputando 20 gare e segnando 3 reti. Lasciato il club torinese nel 1924, passò all'Alessandria con cui totalizzò 24 presenze ed un gol nel campionato di Prima Divisione 1924-1925, una presenza nel campionato di Divisione Nazionale 1926-1927, e 3 presenze con un gol all'attivo nella Coppa CONI 1927, competizione poi vinta dai grigi.
Terminata l'esperienza con l'Alessandria nel 1927, giocò per un anno nel Napoli e poi terminò la carriera giocando con la Settimese e la SNIA Viscosa di Torino.